# Akodon fumeus
Akodon fumeus är en däggdjursart som beskrevs av Thomas 1902. Akodon fumeus ingår i släktet fältmöss, och familjen hamsterartade gnagare. IUCN kategoriserar arten globalt som livskraftig. Inga underarter finns listade i Catalogue of Life.
Denna fältmus förekommer vid Andernas östra sluttningar i södra Peru, centrala Bolivia och kanske i norra Argentina. Arten vistas där mellan 1000 och 3500 meter över havet. Habitatet utgörs av fuktiga skogar (som molnskog) och gräsmarker.